# 锡尔伯塔尔
锡尔伯塔尔是奥地利福拉尔贝格州布卢登茨县的一个市镇。总面积88.61平方公里，总人口880人，人口密度9.9人/平方公里（2005年）。